# Tillandsia capistranoensis
Tillandsia capistranoensis là một loài thuộc chi Tillandsia. Đây là loài đặc hữu của México.